# Ignition (musikalbum)
Ignition är det amerikanska punkrockbandet The Offsprings andra studioalbum, släppt den 16 oktober 1992 via skivbolaget Epitaph Records. Efter att bandet hade lanserat sitt debutalbum 1989 försökte albumets producent, Thom Wilson, få The Offspring signade till Epitaph. Det var dock inte förrän bandet hade släppt sin första EP Baghdad och en obetitlad demokassett som Epitaphs grundare Brett Gurewitz bestämde sig för att signa The Offspring i april 1992. Ignition spelades in i studiorna Westbeach Recorders och Track Record Studios tillsammans med Wilson i juni 1992.
Ignition har främst fått positiva recensioner. Recensenterna lyfte fram att albumet håller en jämn nivå med bara bra låtar, men att det kunde bli något repetitivt mot slutet. Ignition har certifierats guld i Australien, Kanada och USA. 
Epitaph släppte 2008 en remasterutgåva av Ignition, samt Smash, på samma dag som The Offspring släppte Rise and Fall, Rage and Grace i USA. 2022, trettio år efter albumets ursprungliga lansering, släpptes Ignition i en 30th Anniversary Edition.

## Bakgrund och inspelning

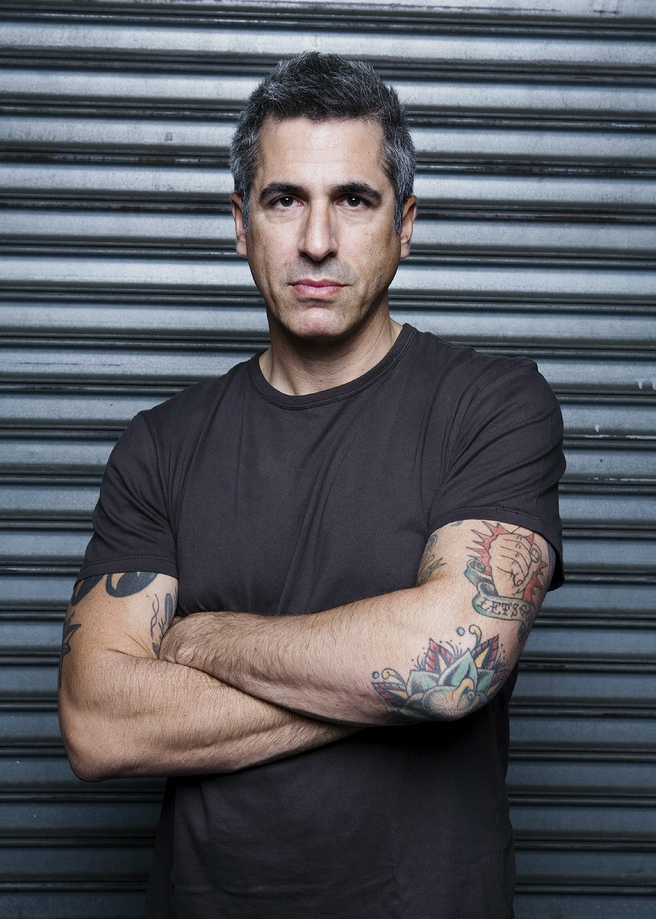
Brett Gurewitz var från början tveksam till att signa The Offspring till sitt skivbolag Epitaph Records, men övertygades efter att ha hört Baghdad och en tidig version av "Session".

I oktober 1990, drygt ett år efter lanseringen av The Offsprings debutalbum, hade bandmedlemmarna ännu inga konkreta planer på att spela in ett nytt album, utan de fokuserade på att turnera. Under denna tid försökte albumets producent, Thom Wilson, få The Offspring signade till Epitaph Records. Wilson tog kontakt med Epitaphs grundare, Brett Gurewitz, och försökte övertala honom att signa The Offspring, men Gurewitz kände inte att bandets debutalbum var tillräckligt starkt för att övertyga honom. I februari 1991 spelade The Offspring in sin första EP, Baghdad, i studion Sound Chamber i Pasadena, Kalifornien. Det var först efter att Gurewitz hade hört Baghdad som han övervägde att ge The Offspring en chans att spela in låtmaterial för Epitaph.
År 1991 medverkade The Offspring på albumen The Big One: San Francisco/Los Angeles med "Take It Like a Man" och Contains No Caffeine med "52 Girls", en coverversion av låten med samma namn av The B-52’s. Samma år spelade bandet in en obetitlad demokassett med fyra låtar på. Den enda för allmänheten kända låten på demokassetten var en tidig version av "Session" och enligt Dexter Holland var det just denna låt som fick Epitaph att signa The Offspring, vilket skedde i april 1992.
I juni 1992 spelade The Offspring in Ignition i studiorna Westbeach Recorders och Track Record Studios tillsammans med Wilson. Holland har sagt att bandet enbart hade 10 dagar på sig att spela in albumet, så inga demoversioner spelades in för låtarna på Ignition. Enligt Noodles hade bandmedlemmarna inte resurser att hantera inspelningsprocessen på något annat sätt vid tillfället. Holland kommenterade att låtarna på Ignition spelades in med fyra grundläggande ackord, men att det inte var något negativt utan att både han och Noodles älskade denna typen av melodier. Holland och Wilson diskuterade ofta musikteori under inspelningen av albumet. Holland var tydlig under inspelningen att han ville att låtarna på Ignition skulle ha groove, vilket han ansåg särskilde dem från många andra tidigare punkrocklåtar. Ron Welty hjälpte till med produktionen av "Dirty Magic" och kostnaden för att spela in Ignition låg på $10 000.

## Musik och låttext
"Session" börjar med att Welty skriker "fuck" upprepade gånger eftersom han var frustrerad över alla omtagningar som behövde göras för att få rätt på låten. Holland har sagt att det inte var meningen att Weltys svordomar skulle vara med i låten från början, men eftersom de fångades på band valde The Offspring att behålla dem. "We Are One" handlar, enligt Holland, om människor som är fast i en nedåtgående spiral. Holland har sagt att han personligen anser att "We Are One" pågår för länge, vilket han beskyller på oerfarenhet från sin egen sida. En tidig version av "Take It Like a Man" släpptes 1991 på The Big One: San Francisco/Los Angeles och Noodles har sagt att under inspelningen av Ignition klippte Wilson bort ett gitarrsolo från låten. År 1991 hade även en tidig version av "Get It Right" lanserats på Baghdad.
Alec Foege på Rolling Stone har skrivit att "Session" på ett vitsigt sätt sätter sig emot känslolöst sex medan han ansåg att "Dirty Magic" var snarlik Nirvanas "Come as You Are". "Dirty Magic" spelades in i en akustisk version med Holland och Noodles och denna version lanserades på DVD- och DualDisc-utgåvorna av Greatest Hits. "Dirty Magic" spelades även in i en ny version för Days Go By och Holland har sagt att han kände sig mer nöjd med den nya versionen av låten. "Burn It Up" är en sarkastisk låt som glorifierar mordbränder och pyromani. I "L.A.P.D." kritiseras Los Angeles Police Department starkt och låten spelades in i en tumultartad tid för polismyndigheten, där kravallerna i Los Angeles 1992 nyligen hade ägt rum.
"Mission from God", vars titel hämtar inspiration från The Blues Brothers, var tänkt att komma med på Ignition men exkluderades från den slutgiltiga versionen eftersom bandmedlemmarna var rädda att "Mission from God" skulle misstolkas som en religiös låt. Istället släpptes denna låt 2005, i en nyinspelad version, på Punk-O-Rama, Vol. 10 och 2008 släpptes "Mission from God" i originalversionen som en nedladdningsbar fil via LP-remasterutgåvan av Ignition. Delar av "Vultures", som senare släpptes på Conspiracy of One, skrevs under tiden The Offspring arbetade med Ignition.

## Albumnamn och förpackning

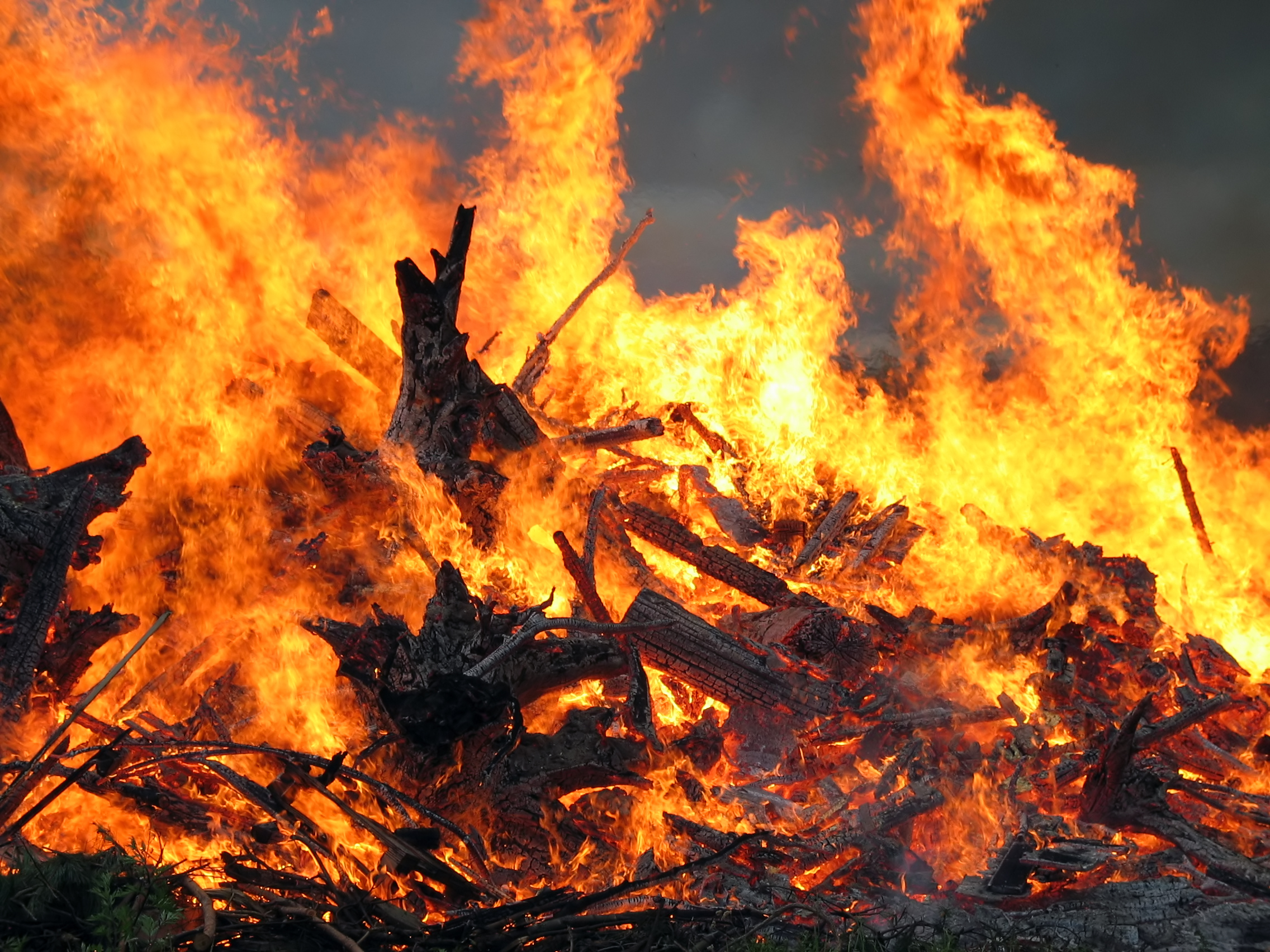
På skivomslaget till Ignition syns ett bål.

Albumnamnet Ignition, som betyder "tändning" eller "antändning" på svenska, nämns i en textrad i "Burn It Up". Fotografiet på framsidan av albumet, föreställandes ett bål, går under namnet Bonfire och togs av Astrid och Hanns-Frieder Michler och återfinns på Science Photo Library med identifikationsnummer A510/0077. Noodles har sagt att bandmedlemmarna lade ned mycket mer tid i arbetet med albumomslaget för Ignition än vad de hade gjort för debutalbumet.

## Lansering och marknadsföring
Ignition lanserades den 16 oktober 1992 i USA och den 8 mars 1993 i Sverige via Epitaph Records. På lanseringsfesten för albumet, som hölls i Fullerton, Kalifornien, dök 25 fans upp. Inga singlar släpptes till en början från Ignition, men efter att The Offspring hade nått stora framgångar med Smash släpptes 1995 "Kick Him When He's Down" som en promosingel.
Epitaph släppte i juni 2008 en remasterutgåva av detta album, samt Smash, på samma dag som The Offspring lanserade Rise and Fall, Rage and Grace i USA. Holland har sagt att han inte hann med att godkänna dessa utgåvor innan de släpptes och att han var orolig över att albumens essens skulle försvinna i remasterprocessen. 2022, trettio år efter albumets ursprungliga lansering, släpptes Ignition i en jubileumsutgåva.
The Offspring turnerade med Ignition under ungefär ett år. 1993 medverkade de under tre större turnéer med NOFX, Lunachicks och Iceburn. The Offspring var även förband åt Fugazi två gånger under denna period. Tiden mellan Ignition och Smash beskrev bandmedlemmarna själva som en "inkubationsperiod", där de turnerade mycket och enbart hade musiken som en sidosyssla. Under 2012–2013 framförde bandet Ignition i sin helhet under vissa konserter i USA, Europa och Australien, för att fira att det var tjugo år sedan albumet släpptes. Ignition spelades även i sin helhet den 13 april 2017 för att fira punkrockklubben 924 Gilman Streets 30-årsjubileum.

### Försäljning
Ignition sålde till en början mellan 40 000–60 000 kopior. Av dessa har Gurewitz uppskattat att 30 000–50 000 kopior såldes till de som redan var intresserade av punkmusik. I mars 1995 var försäljningssiffrorna uppe runt 300 000 kopior och i januari 2009 rapporterades en försäljning på 625 000 kopior. The Offsprings hemsida har rapporterat en försäljning på över 1 000 000 kopior globalt.

## Mottagande och eftermäle
Ignition har främst fått positiva recensioner. Allmusic gav albumet betyget 4 av 5. Punknews.org ansåg att Ignition var ett av The Offsprings bästa album och att det håller en jämn nivå med bara bra låtar. De gav albumet 5 av 5 i betyg. Sputnikmusic tyckte även de att Ignition höll en jämn nivå med bara bra låtar fast de tyckte att albumet kunde bli något repetitivt mot slutet. Betyget som gavs var 4 av 5. Nick på Punktastic hyllade både Hollands sång och låtskrivande och kallade Ignition för "helt otroligt". Robert Christgau var dock inte lika imponerad av albumet och gav det ett blandat betyg.
Några av låtarna från Ignition var med i surf-, skate- och snowboardvideor som släpptes under första hälften av 1990-talet och detta banade väg för bandets senare framgångar med Smash. Ignition var med i Guitar Worlds omröstning "What Was the Best Guitar Album of 1992?" som ägde rum i oktober 2011. Albumet hamnade på andra plats efter Alice in Chains Dirt. En sångbok för Ignition publicerades den 1 mars 2002 av Hal Leonard Corporation. Pierre Bouvier har sagt att Ignition var hans introduktion till musik med ett snabbare tempo än det han tidigare hade lyssnat på.
Holland har i efterhand sagt sig vara väldigt stolt över Ignition även om han ansåg att Smash var ett bättre album; Noodles däremot ansåg att Ignition överlag var ett bättre album än Smash. Holland har även sagt att det var med Ignition som The Offspring hittade sitt eget sound och att albumet gav The Offspring ett erkännande inom punkscenen.

## Låtlista
Alla låtar är skrivna och komponerade av Dexter Holland, om inte annat anges. 
| Nr           | Titel                   | Kompositör                           | Längd |
| ------------ | ----------------------- | ------------------------------------ | ----- |
| 1.           | Session                 | Holland, Kristine Luna, Jill Eckhaus | 2:32  |
| 2.           | We Are One              |                                      | 4:00  |
| 3.           | Kick Him When He's Down |                                      | 3:16  |
| 4.           | Take It Like a Man      |                                      | 2:55  |
| 5.           | Get It Right            |                                      | 3:06  |
| 6.           | Dirty Magic             |                                      | 3:49  |
| 7.           | Hypodermic              |                                      | 3:22  |
| 8.           | Burn It Up              |                                      | 2:43  |
| 9.           | No Hero                 |                                      | 3:22  |
| 10.          | L.A.P.D.                |                                      | 2:46  |
| 11.          | Nothing from Something  | Holland, Marvin Fergusen             | 3:00  |
| 12.          | Forever and a Day       |                                      | 2:37  |
| Total längd: | Total längd:            | Total längd:                         | 37:30 |

## Medverkande
- Dexter Holland – sång och kompgitarr
- Noodles – sologitarr och sång
- Greg K. – elbas
- Ron Welty – trummor

### Övriga medverkande
- Thom Wilson – producent och mixning
- Ken Paulakovich – mixning
- Donnell Cameron – teknikassistent
- Joe Peccerillo – teknikassistent
- Eddy Schreyer – mastering (skrivet som Eddie Schreyer)
- Joy Aoki – illustration, design och fotografi
- Astrid & Hanns-Frieder Michler – fotografi
- Murray Bowles – fotografi

## Certifikat
| Land       | Certifikat |
| ---------- | ---------- |
| Australien | Guld       |
| Kanada     | Guld       |
| USA        | Guld       |